# Oodes
Oodes (лат.) — род жужелиц из подсемейства Oodinae.

## Описание
Тело овальной формы, имеет чёрный окрас, верхняя часть голая. Восьмая бороздка доходит до шовного угла, у вершины изнутри килевидно ограничена. Переднеспинка сужена только к вершине.

## Систематика
В составе рода:
- Oodes bostockii Castelnau, 1867
- Oodes denisonensis Castelnau, 1867
- Oodes fitzroyensis Macleay, 1888
- Oodes froggatti Macleay, 1888
- Oodes gracilis A. Villa & G.B. Villa, 1833
- Oodes helopioides (Fabricius, 1792)
- Oodes impressus Chaudoir, 1882
- Oodes inornatus Castelnau, 1867
- Oodes latior Csiki, 1931
- Oodes modestus Castelnau, 1867
- Oodes oblongus Castelnau, 1867
- Oodes paroensis Castelnau, 1867
- Oodes parviceps Sloane, 1896
- Oodes trisulcatus Castelnau, 1867
- Oodes waterhousei Castelnau, 1867